# Таємниці ХХ століття
«Тайны ХХ века» (укр. «Таємниці ХХ століття») — щотижневий російський журнал, присвячений загадковим явищам, містиці, науці, історії. Виходить щочетверга. Журнал має два спеціальні видання: «Загадки історії», присвячене світовій історії та «Невигадані історії», присвячене містичним історіям із життя людей.
З 2022 року видається в Україні українською мовою. 